# Diocesi di Ariano Irpino-Lacedonia

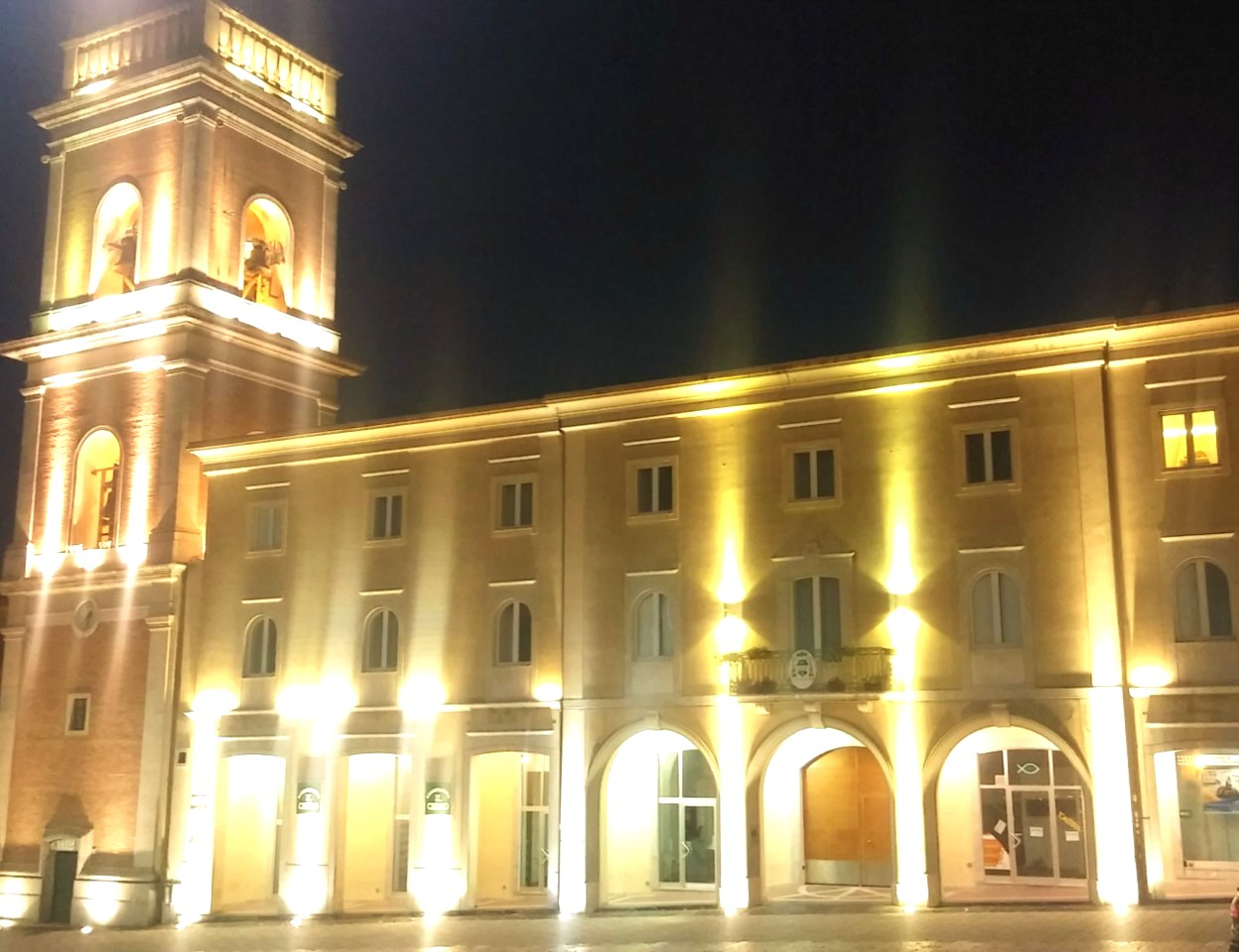
Veduta notturna del palazzo episcopale

La diocesi di Ariano Irpino-Lacedonia (in latino Dioecesis Arianensis Hirpina-Laquedoniensis) è una sede della Chiesa cattolica in Italia suffraganea dell'arcidiocesi di Benevento, appartenente alla regione ecclesiastica Campania. Nel 2022 contava 60 700 battezzati su 61 200 abitanti. È retta dal vescovo Sergio Melillo.

## Territorio
La diocesi abbraccia 24 comuni dell'Italia meridionale, di cui 20 in provincia di Avellino, 3 in provincia di Benevento e 1 in provincia di Foggia. Oltre alle città di Ariano Irpino e Lacedonia, la diocesi comprende i territori comunali di: Anzano di Puglia (FG), Bonito, Carife, Casalbore, Castel Baronia, Castelfranco in Miscano (BN), Flumeri, Ginestra degli Schiavoni (BN), Greci, Grottaminarda, Melito Irpino, Montaguto, Montefalcone di Val Fortore (BN), San Nicola Baronia, San Sossio Baronia, Savignano Irpino, Scampitella, Trevico, Vallata, Vallesaccarda, Villanova del Battista e Zungoli.
Sede vescovile è la città di Ariano Irpino (in origine denominata semplicemente Ariano, poi Ariano di Puglia), dove sorge la cattedrale di Santa Maria Assunta. A Lacedonia vi è la concattedrale, anch'essa dedicata a Santa Maria Assunta, così come all'Assunta è dedicata l'ex cattedrale della diocesi di Trevico, la quale fin dal 1818 fu soppressa e aggregata all'allora diocesi di Lacedonia.

### Parrocchie
Il territorio diocesano si estende su 781 km² ed è suddiviso in 43 parrocchie, raggruppate in 4 foranie: Ariano, Ufita, Lacedonia-Baronia, Fortore-Miscano-Cervaro. Sono presenti anche 3 cappellanie.
Otto sono i santuari riconosciuti come "santuari diocesani":
- Madonna del Carmine a Montefalcone di Val Fortore;
- Santa Maria della Libera a Trevico;
- Santa Maria delle Fratte a Castel Baronia;
- Salus Infirmorum a Valleluogo (Ariano Irpino), casa-madre dei Silenziosi operai della Croce;
- San Liberatore presso Ariano Irpino;
- Santa Maria ad Anzano di Puglia;
- Santa Maria di Carpignano.
- Madonna di Fatima ad Ariano Irpino.

## Storia

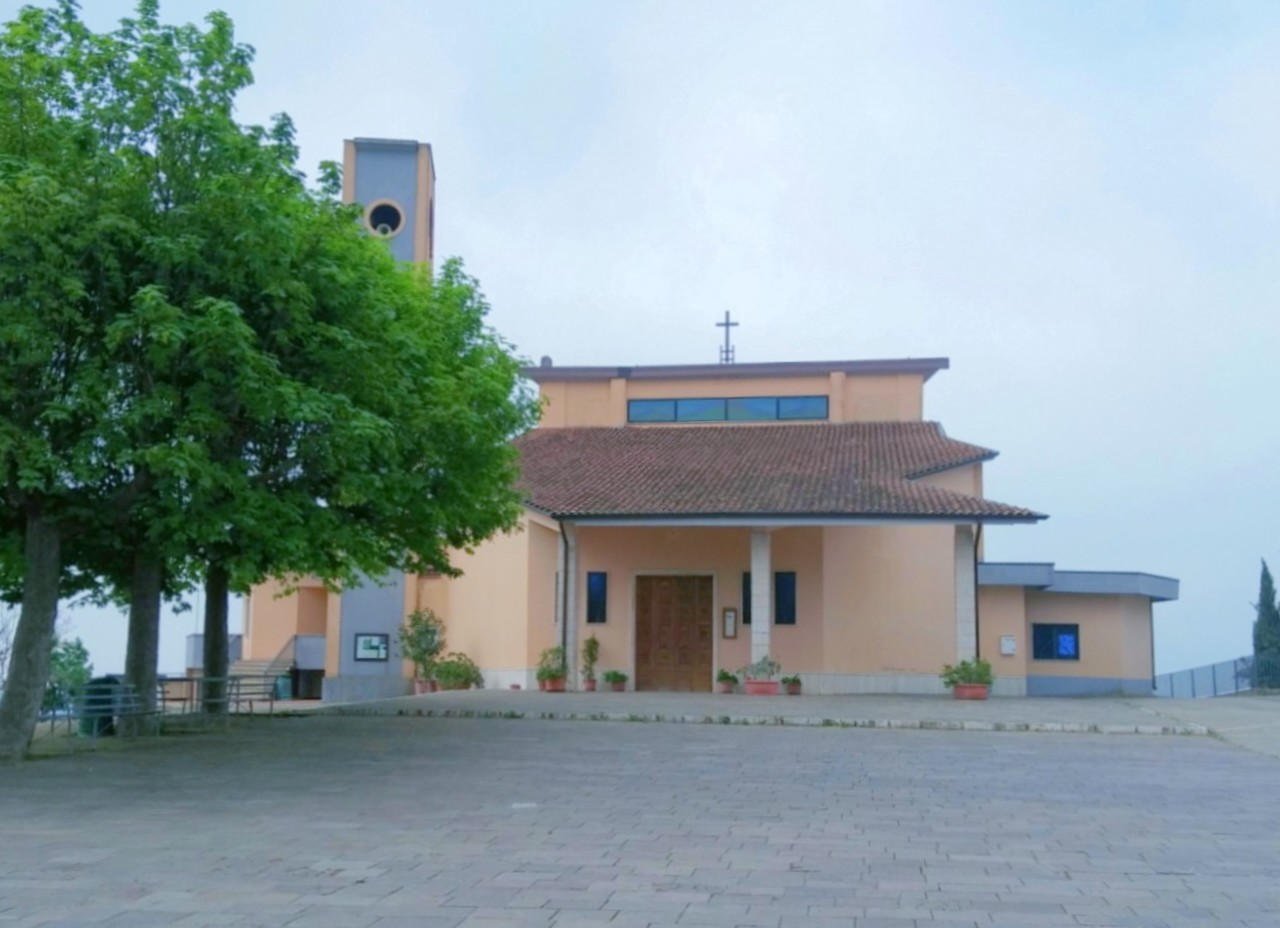
Il santuario di San Liberatore, nella forania di Ariano

L'attuale diocesi nasce nel 1986 dall'unione di due antiche sedi vescovili, Ariano e Lacedonia, la prima documentata dal X secolo, la seconda dall'XI secolo.

### Ariano
Incerta è l'epoca di diffusione del cristianesimo nel territorio di Ariano. Priva di fondamento storico è la leggenda agiografica che fa di san Liberatore (martirizzato all'inizio del IV secolo sotto Diocleziano) il primo vescovo di Ariano, così come insussistente è ogni altra ipotesi che faccia risalire le origini della diocesi ai tempi apostolici.
A decorrere dal X secolo l'esistenza della diocesi di Ariano è però effettivamente documentata. Con la bolla Cum certum sit di papa Giovanni XIII del 26 maggio 969, infatti, il pontefice eresse Benevento a sede metropolitana e concesse all'arcivescovo Landolfo I la facoltà di consacrare i suoi vescovi suffraganei, tra cui quello di Ariano.
È plausibile che il territorio originario della diocesi coincidesse con quello del gastaldato di Ariano, documentato già dal IX secolo. Nonostante dipendesse da un arcivescovato longobardo quale quello beneventano, fino al grande scisma la diocesi seguì comunque il rito bizantino.
Il primo vescovo conosciuto di Ariano è Bonifacio, il cui nome appare in un diploma del mese di agosto 1039. In un precedente documento del 1016, l'arciprete Pietro agisce in qualità di rector episcopii sancte sedis Arianensis: le informazioni desunte da questo diploma non consentono tuttavia di stabilire se l'arciprete agiva in nome del vescovo di Ariano oppure se in quell'occasione la diocesi era vacante.
Dopo Bonifacio è noto il vescovo Mainardo I, documentato in cinque occasioni da ottobre 1069 a novembre 1080. Fece costruire un nuovo battistero nella cattedrale, come testimoniato da un'iscrizione tuttora conservata all'interno dell'edificio; prese parte alla consacrazione della chiesa di Montecassino da parte di papa Alessandro III e a un concilio provinciale a Benevento; nel 1080, da una dichiarazione fatta da Mainardo a favore del monastero di Santa Sofia a Benevento, si evince che altri vescovi lo avevano preceduto sulla sede arianese, ma dei quali non si conoscono i nomi, ad eccezione di Bonifacio.
Incerto è il successore di Mainardo I; sono storicamente documentati Sarulo nel 1093 e Gerardo nel 1098. Un atto notarile riporta la concessione fatta dal vescovo Orso a mastro Amuri della chiesa di San Gregorio, con l'obbligo di versare un censuo annuo alla diocesi; il documento fu redatto nel primo anno di episcopato di Orso nell'undicesima indizione, che corrisponde o al 1087 o al 1102.
Qualche secolo più tardi, il vescovo Angelo de Raimo (1406-1432) è ricordato principalmente per aver avviato nel 1410 la costruzione della chiesa di San Giacomo e dell'adiacente ospedale per i pellegrini e gli infermi, nei pressi della porta della Strada.
Al vescovo Orso Leone (1449-circa 1463) si deve la ricostruzione della cattedrale, distrutta dal terremoto del 5 dicembre 1456, e la celebrazione di diversi sinodi diocesani; la sua memoria è stata perpetuata dai fedeli con una targa nel palazzo episcopale. Nicola Ippoliti (1480-1481) costruì la facciata della cattedrale, ornata delle statue della Madonna Assunta (al centro) e dei santi patroni Ottone Frangipane ed Elzeario da Sabrano (ai due lati). L'edificio fu solennemente consacrato nel 1512 dal vescovo Diomede Carafa, che ampliò anche il palazzo vescovile; tuttavia la cattedrale dovette essere presto restaurata a causa dei danni subiti a seguito del terremoto del marzo 1517.

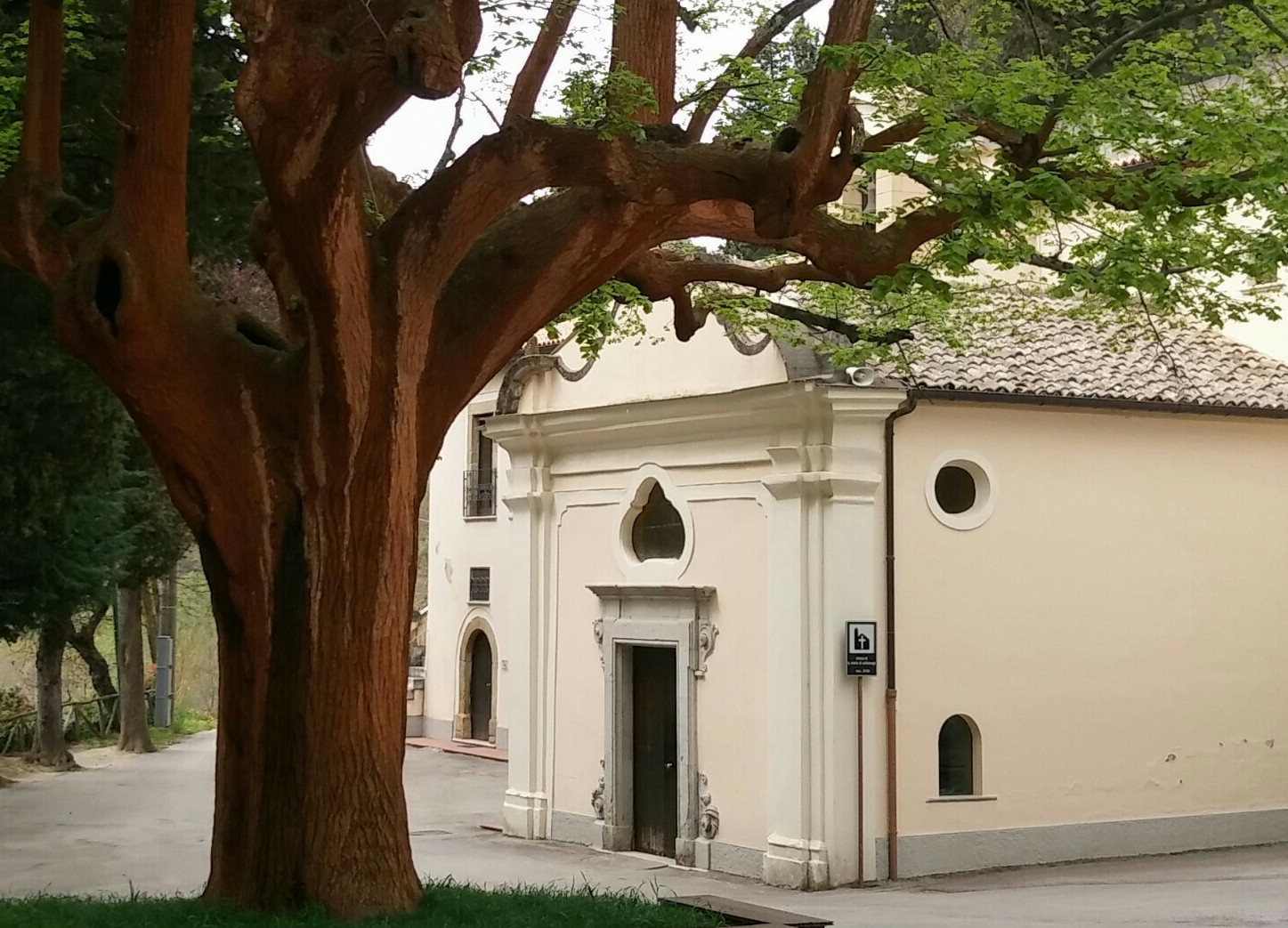
Il santuario della Madonna di Valleluogo, nella forania di Ariano

Una platea redatta nello stesso anno 1517, nonché una successiva Visitatio urbana anni 1591 sub episcopo Alfonso Ferrera, permettono di ricostruire l'inventario dei beni della Chiesa di Ariano e il numero delle parrocchie della diocesi con le rendite di ciascuna di esse. Nel 1540 fu ancora il vescovo Carafa a fondare la biblioteca diocesana, la quale nei secoli successivi fu ampliata fino ad annoverare 32 686 volumi e opuscoli nonché 18 manoscritti e un centinaio di pergamene.
A Donato Laurenti (1563-1584) si deve l'istituzione del seminario, poi ricostruito da Ottavio Ridolfi nel 1617. Laurenti si impegnò inoltre per la promozione e l'attuazione in diocesi delle direttive del concilio di Trento. Dopo che nel 1585 Ariano fu elevata a città regia, la stessa diocesi divenne di regio patronato sicché i vescovi erano prescelti direttamente dal re di Spagna e di Napoli.
Nel 1591, al tempo del vescovo Alfonso Herrera (o Ferrera, 1585-1602), la diocesi comprendeva 19 167 abitanti (raggruppati in 3 914 fuochi) e «una comunità religiosa formata da centoventi sacerdoti, quaranta monaci e sedici monache benedettine; vi erano cinque monasteri maschili: cistercensi, francescani, benedettini, agostiniani e domenicani». Secondo altre fonti nel 1593 la diocesi contava 18 853 anime (abitanti) raggruppate in 2 974 fuochi (famiglie), mentre le terre (comuni) erano quattordici; fra queste ultime vi era pure Corsano, il cui territorio verrà poi ceduto a Montecalvo (comune dell'arcidiocesi di Benevento) dopo che la devastante peste del 1656 ne avrà sterminato la popolazione.
Nei decenni successivi la diocesi fu duramente provata da una serie di terremoti; nel 1626-27 un lungo sciame sismico causò molta paura, ma i danni furono trascurabili; lo stesso accadde nel 1638 quando diverse forti scosse colpirono la lontana Calabria. Ben più gravi, a causa della maggior vicinanza agli epicentri, furono invece gli effetti dei terremoti che avvennero nel giugno 1688, nel settembre 1694, nel marzo 1702 e nel novembre 1732. Grande figura di vescovo arianese fu Filippo Tipaldi (1717-1748) che, al termine della crisi sismica, provvide a ricostruire la cattedrale e il seminario nelle forme moderne (salvo alcuni rimaneggiamenti nel corso del Novecento a seguito di un'altra serie di terremoti); egli visitò più volte la diocesi e celebrò diversi sinodi diocesani; impose l'obbligo dell'insegnamento della dottrina cristiana in tutte le parrocchie; istituì corsi di preparazione per i maestri di religione nelle scuole e si impegnò a curare l'archivio diocesano. «Nel 1736 la diocesi contava 18 150 abitanti e le chiese soggette alla sua giurisdizione raggiungevano le 80 unità, con 350 ecclesiastici e 10 conventi maschili». Alla sua figura è dedicata la biblioteca generalizia Filippo Tipaldi allestita nel convento delle suore oblate di San Francesco Saverio.
Sul finire del Settecento la diocesi comprendeva tredici centri (Ariano città vescovile, Bonito, Buonalbergo, Casalbore, Castelfranco, Ginestra, Melito, Montefalcone, Monteleone, Montemalo, Pulcarino, Roseto e Zungoli), cui si aggiungevano undici terre da lungo tempo distrutte; di queste ultime, tre erano state già aggregate alla stessa città di Ariano (Amandi, San Donato, Sant'Eleuterio), due ad altrettanti comuni dell'allora diocesi (Campanaro presso Castelfranco, Vetruscelli presso Roseto), quattro ad altri comuni esterni alla diocesi (Corsano presso Montecalvo, Pietramaggiore presso San Giorgio alla Molinara, Tinchiano e Tropoaldo presso Apice), mentre le ultime due non sono mai state localizzate (Prosoleno, detto anche Trasolone, e Fuscoli).
Tra i vescovi dell'Ottocento si ricorda in modo particolare Domenico Russo (1818-1837), che si impegnò soprattutto per la formazione del clero e dei fedeli; a questo scopo istituì per la sua diocesi le missioni popolari affidate ai Missionari del Preziosissimo Sangue, tra i quali operò anche il fondatore san Gaspare del Bufalo.
Dopo l'unità d'Italia la diocesi di Ariano, la cui sede rimase peraltro vacante fino all'ottobre 1871, dovette patire gli effetti delle leggi eversive dell'asse ecclesiastico con la conseguente soppressione degli ordini monastici e la confisca di vaste proprietà immobiliari (principalmente masserie e terreni agricoli). Nel 1881 la popolazione nei tredici comuni della diocesi ascendeva a 48 248 abitanti; tuttavia il 2 aprile 1914 il territorio di Roseto Valfortore passò dalla diocesi di Ariano a quella di Lucera, sicché il numero di comuni si ridusse a dodici.

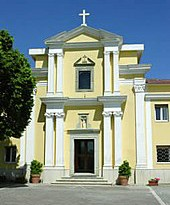
Il santuario della Madonna del Carmine a Montefalcone di Val Fortore, nella forania del Fortore-Miscano-Cervaro

Nel Novecento, al vescovo Giuseppe Lojacono (1918-1939) si deve la celebrazione del primo congresso liturgico diocesano, la fondazione dell'Azione Cattolica diocesana e l'istituzione del bollettino diocesano, mentre il successore Gioacchino Pedicini diede vita al primo congresso eucaristico diocesano (1949).
Il 15 novembre 1977 in forza del decreto Quo aptius della Congregazione per i vescovi Ariano cedette il comune di Monteleone di Puglia all'allora diocesi di Bovino, dalla quale acquisì in cambio quello di Montaguto.
Nel 1986, poco prima dell'unione con Lacedonia, la diocesi di Ariano Irpino comprendeva 28 parrocchie nei comuni di Ariano Irpino, Bonito, Buonalbergo, Casalbore, Castelfranco in Miscano, Ginestra degli Schiavoni, Melito Irpino, Montaguto, Montefalcone di Val Fortore, Sant'Arcangelo Trimonte, Villanova del Battista e Zungoli.

### Lacedonia
La sede vescovile di Lacedonia è documentata storicamente a partire dall'XI secolo. Il primo vescovo attribuito da alcuni autori a questa sede è Simeone, che, secondo un diploma del 1059, avrebbe preso parte alla consacrazione dell'abbazia di Monticchio, dopo aver partecipato al concilio di Melfi; tuttavia alcuni storici ritengono falso il documento relativo all'abbazia di Monticchio e dunque incerta la reale esistenza di Simeone.
Secondo Paul Kehr, sono solo tre i vescovi attribuibili a Lacedonia per l'XI e il XII secolo: Desiderio, il cui nome appare in due diplomi del 1082 e del 1085 in relazione alla donazione della chiesa di Santa Maria di Giuncara al monastero di Cava; Giacinto, che 1108 donò allo stesso monastero la chiesa lacedoniese di San Nicola; e Angelo, che prese parte al concilio lateranense del 1179. A questi vescovi Kamp aggiunge un anonimo, documentato in un diploma di Cava del 1185.
La diocesi era suffraganea dell'arcidiocesi di Conza ed era costituita da due soli centri abitati: Lacedonia e Rocchetta Sant'Antonio.
I vescovi di Lacedonia più noti sono Guglielmo di Nardò (1392-1396), Antonio Dura (1506-1538), Gianfranco Carducci (1565-1584), il matematico Marco Pedacca (1584-1602), che per primo cercò tra mille difficoltà di applicare i decreti del concilio di Trento; l'erudito Giacomo Candido (1606-1608), amico e discepolo di san Filippo Neri; Gian Gerolamo Campanili (1608-1625), che indisse l'unico sinodo diocesano (1614) di cui si conservano gli atti; Giacomo Giordano (1651-1561), che fece costruire il palazzo episcopale e pianificò la costruzione della nuova cattedrale; Benedetto Bartolo (1672-1684), che fu rapito da dei briganti e riscattato dalla marchesa di Carpi; Giambattista Morea (1684-1711), che soppresse alcune festività di origine pagana che venivano celebrate alla vigilia dell'Epifania e pose la prima pietra della nuova cattedrale.

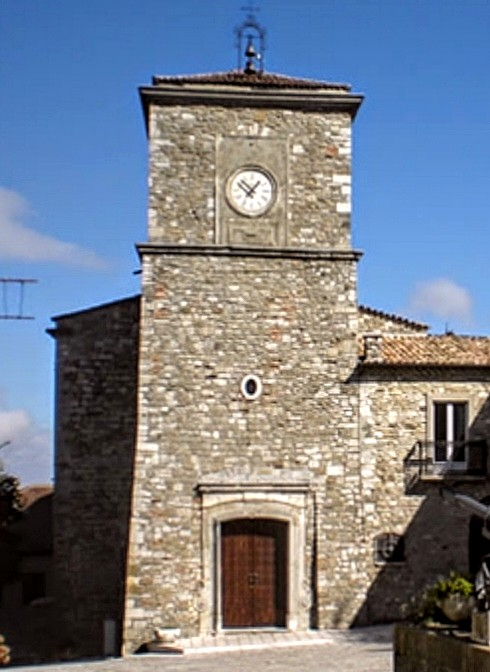
L'ex cattedrale di Trevico, nella forania di Lacedonia-Baronia

Il 27 giugno 1818, in forza della bolla De utiliori di papa Pio VII, la diocesi di Trevico venne soppressa ed il suo territorio, costituito dai comuni di Trevico, Carife, Castel Baronia, Flumeri, San Nicola Baronia e San Sossio Baronia, fu incorporato in quello della diocesi di Lacedonia.
Tra i vescovi dell'Ottocento si ricordano Vincenzo Ferrari (1819-1824), che fondò a Lacedonia il Monte frumentario, a favore dei contadini e contro l'usura; Michele Lanzetta (1834-1842), che istituì nell'episcopio il seminario diocesano; Giovanni Maria Diamare (1885-1888), che per favorire il livello culturale del clero, istituì incontri di formazione mensili denominati "Accademia morale teologica del clero"; e Diomede Falconio, delegato apostolico in Canada e negli Stati Uniti d'America e poi cardinale nel 1911.
Giulio Tommasi, già arcivescovo di Conza e vescovo di Sant'Angelo dei Lombardi e Bisaccia, fu nominato nel 1928 anche vescovo di Lacedonia, unendo in persona episcopi le quattro sedi. Alla sua morte (1936), e dopo quattro anni di sede vacante, Lacedonia riebbe un proprio vescovo.
Il 30 aprile 1979 Lacedonia passò dalla provincia ecclesiastica di Conza a quella di Benevento.
Il 25 maggio 1983 per effetto del decreto De animarum della Congregazione per i vescovi la diocesi cedette il comune di Rocchetta Sant'Antonio, che le era appartenuto fin dall'XI secolo, alla diocesi di Ascoli Satriano.
Nel 1986, poco prima dell'unione con Ariano Irpino, la diocesi di Lacedonia comprendeva 12 parrocchie nei comuni di Lacedonia, Carife, Castel Baronia, Flumeri, San Nicola Baronia, Scampitella, San Sossio Baronia, Trevico, Vallesaccarda e Anzano di Puglia.

### Ariano Irpino-Lacedonia

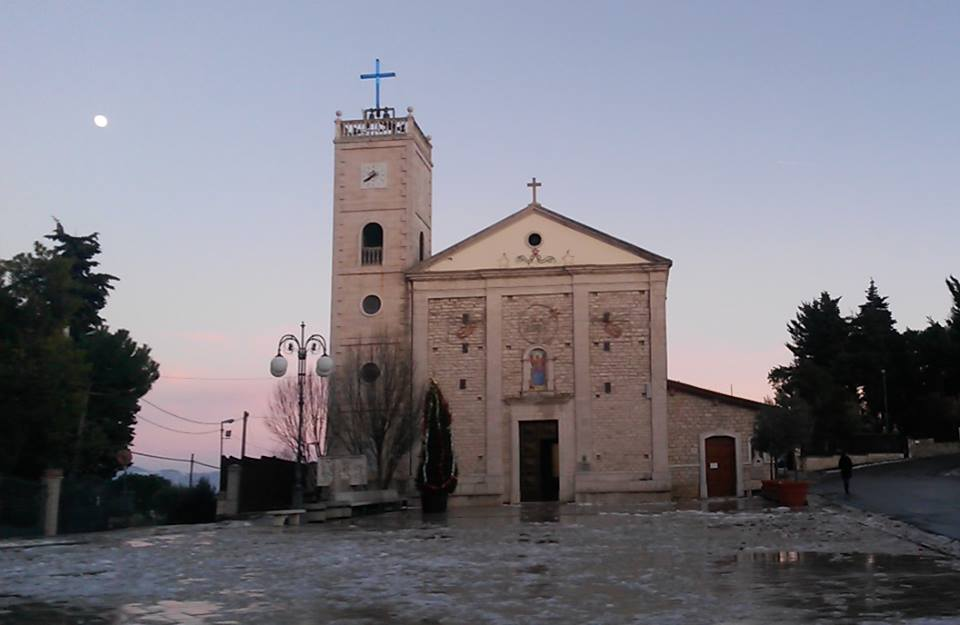
Il santuario di Santa Maria di Carpignano nella forania dell'Ufita, aggregato alla diocesi dal 1998

Il 9 maggio 1974 Agapito Simeoni fu nominato vescovo di Ariano Irpino e di Lacedonia, unendo così in persona episcopi le due diocesi, entrambe vacanti da diversi anni, e delle quali era amministratore apostolico dal 24 aprile 1972.
Il 30 settembre 1986, in forza del decreto Instantibus votis della Congregazione per i vescovi, l'unione è divenuta piena e la diocesi ha assunto il nome attuale.
Il vescovo Eduardo Davino ha istituito l'Ufficio diocesano dei beni culturali ecclesiastici e ha contribuito all'apertura del museo degli argenti nella tesoreria della Basilica Cattedrale e del museo diocesano d'arte sacra nell'ex chiesa di Santa Lucia e di Maria Santissima Annunziata di Ariano Irpino.
Nel 1997 e nel 1998, con due decreti della Congregazione per i Vescovi, sono stati rivisti i confini diocesani. In particolare, la diocesi di Ariano Irpino-Lacedonia ha acquisito i comuni di Greci e Savignano Irpino dall'arcidiocesi di Benevento, Grottaminarda dalla diocesi di Avellino, e Vallata dall'arcidiocesi di Sant'Angelo dei Lombardi-Conza-Nusco-Bisaccia, e contestualmente ha ceduto i comuni di Sant'Arcangelo Trimonte e Buonalbergo alla stessa arcidiocesi di Benevento.

## Cronotassi
Si omettono i periodi di sede vacante non superiori ai 2 anni o non storicamente accertati.

### Vescovi di Ariano
- Bonifacio † (menzionato nel 1039)[27]
- Mainardo I † (prima del 1069 - dopo il 1080)[27][28]
- Orso † (1087 o 1102 - ?)[27]
- Sarulo † (menzionato nel 1093)[27]
- Gerardo † (menzionato nel 1098)[27]
- Anonimo † (menzionato nel 1119)[27]
- Riccardo † (prima del 1122 - dopo gennaio 1134)[27]
- Pagano † (menzionato nel settembre 1136)[27]
- Guglielmo † (menzionato nel 1164)[27]
- Bartolomeo † (prima del 1178 ? - dopo il 1179)[27]
- Anonimo † (menzionato nel 1194)[29]
- Anonimo † (menzionato nel 1198)[27]
- Anonimo † (menzionato nel 1215 e nel 1216)[29]
- Anonimo † (menzionato nel 1226)[29]
- Mainardo II † (menzionato nel 1238 circa)[29]
- Ruggero † (menzionato nel 1248)[29]
- Riccardo de Rocca † (prima del 1250 - 1254 deposto)[29]
- Giacomo I † (16 ottobre 1256 - ?)[29]
- Pellegrino † (menzionato nel 1267)[29]
- Anonimo † (menzionato come vescovo eletto nel 1272)[29]
- P. † (prima del 1278 - dopo il 1280)[29]
- Pietro † (menzionato nel 1289)[29]
- Raone de Leonibus † (menzionato nel 1290)[29]
- Ruggero de Vetro ? † (menzionato nel 1291)[30]
- Raino (o Raymo) † (prima del 1300 - dopo il 1307)[31]
- Rostagno † (circa 1309 - ? deceduto)
- Lorenzo † (1º marzo 1320 - ?)
- Roberto, O.F.M. † (menzionato nel 1342)
- Giovanni † (prima del 1349 - ? deceduto)[32]
- Tommaso † (27 maggio 1356 - ? deceduto)
- Dionisio, O.E.S.A. † (10 gennaio 1364 - ? deceduto)[33]
- Simone † (25 ottobre 1372 - 21 aprile 1373 nominato vescovo di Muro Lucano)[34]
- Domenico, O.Carm. † (21 aprile 1373 - ?)
- Geroaldo (o Gerardo) † (prima del 1382 - 1390 deceduto)
  - Giovanni da Padula † (menzionato nel 1386) (antivescovo)
- Luca, O.S.B. † (21 febbraio 1390 - maggio 1400 deceduto)
- Donato † (19 giugno 1400 - prima del 15 settembre 1406 nominato vescovo di Trevico)
- Angelo de Raimo, O.S.B. † (28 luglio 1406 - 1432 deceduto)
- Angelo Grassi † (27 aprile 1433 - 30 aprile 1449 nominato arcivescovo di Reggio Calabria)
- Orso Leone † (14 maggio 1449 - dopo il 1456)
- Giacomo Porfida † (8 aprile 1463 - 1480 deceduto)
- Nicola Ippoliti † (14 luglio 1480 - 5 settembre 1481 nominato arcivescovo di Rossano)
- Paolo Bracchi † (5 settembre 1481 - 1497 deceduto)
- Nicola Ippoliti † (10 gennaio 1498 - 1511 deceduto) (per la seconda volta)
- Diomede Carafa † (9 aprile 1511 - 12 agosto 1560 deceduto)
- Ottaviano Preconio, O.F.M.Conv. † (13 giugno 1561 - 18 marzo 1562 nominato arcivescovo di Palermo)
- Donato Laurenti † (30 gennaio 1563 - 1584 deceduto)
- Alfonso Herrera, O.S.A. † (25 febbraio 1585 - 20 dicembre 1602 deceduto)[35]
- Vittorino Manso, O.S.B. † (20 dicembre 1602 succeduto - 3 aprile 1611 deceduto)
- Ottavio Ridolfi † (1º ottobre 1612 - 20 marzo 1623 nominato vescovo di Agrigento)
- Paolo Cajatia † (15 aprile 1624 - marzo 1638 deceduto)
  - Sede vacante (1638-1642)
- Andrés Aguado de Valdés, O.S.A. † (26 maggio 1642 - 10 luglio 1645 deceduto)[36][37]
  - Sede vacante (1645-1650)
- Alessandro Rossi † (14 febbraio 1650 - agosto 1656 deceduto)
  - Sede vacante (1656-1659)
- Lodovico Morales, O.S.A. † (10 marzo 1659 - 7 febbraio 1667 nominato vescovo di Tropea)[38]
- Emanuele Brancaccio, O.S.B. † (16 marzo 1667 - 1688 deceduto)
- Giovanni Bonella, O.Carm. † (28 febbraio 1689 - 5 aprile 1696 deceduto)
- Giacinto della Calce, C.R. † (3 giugno 1697 - luglio 1715 deceduto)
- Filippo Tipaldi † (14 giugno 1717 - 20 febbraio 1748 deceduto)
- Isidoro Sánchez de Luna, O.S.B. † (6 maggio 1748 - 22 aprile 1754 nominato arcivescovo di Taranto)
- Domenico Saverio Pulci † (20 maggio 1754 - ottobre 1777 deceduto)
- Lorenzo Potenza † (1º giugno 1778 - 26 marzo 1792 nominato vescovo di Sarno)
- Giovanni Saverio Pirelli † (26 marzo 1792 - prima del 12 marzo 1803 deceduto)
  - Sede vacante (1803-1818)
- Domenico Russo † (6 aprile 1818 - 6 febbraio 1837 deceduto)
- Francesco Capezzuti † (15 febbraio 1838 - 22 gennaio 1855 deceduto)
- Concezio Pasquini † (21 dicembre 1857 - 9 gennaio 1858 deceduto)
- Michele Caputo, O.P. † (27 settembre 1858 - 6 settembre 1862 deceduto)
  - Sede vacante (1862-1871)
- Luigi Maria Aguilar, B. † (27 ottobre 1871 - 17 settembre 1875 nominato arcivescovo di Brindisi)
- Salvatore Maria Nisio, Sch.P. † (17 settembre 1875 - 10 giugno 1876 dimesso[39])
- Francesco Trotta † (26 giugno 1876 - 1º giugno 1888 nominato vescovo di Teramo)
- Andrea d'Agostino, C.M. † (1º giugno 1888 - 14 febbraio 1913 deceduto)
- Giovanni Onorato Carcaterra, O.F.M. † (13 marzo 1914 - 27 maggio 1915 dimesso[40])
- Cosimo Agostino † (1º giugno 1915 - 30 marzo 1918 deceduto)
- Giuseppe Lojacono † (4 novembre 1918 - 1º giugno 1939 dimesso[41])
- Gioacchino Pedicini † (8 agosto 1939 - 22 novembre 1949 nominato vescovo di Avellino)
- Pasquale Venezia † (11 febbraio 1951 - 2 giugno 1967 nominato vescovo di Avellino)
  - Sede vacante (1967-1974)
- Agapito Simeoni † (9 maggio 1974 - 2 gennaio 1976 deceduto)[42]
- Nicola Agnozzi, O.F.M.Conv. † (24 marzo 1976 - 30 settembre 1986 nominato vescovo di Ariano Irpino-Lacedonia)

### Vescovi di Lacedonia
- Simeone ? † (menzionato nel 1059)[43]
- Guiberto (o Guberto) † (1070 - 1080)
- Desiderio † (prima di novembre 1082 - dopo maggio 1085)[44]
- Giacinto I † (menzionato nel 1108)[44]
- Giovanni † (1175 - 1177)
- Angelo † (menzionato nel 1179)[45]
- Anonimo † (menzionato nel 1185)[45]
- Guglielmo † (prima del 1212 - dopo il 1221)[45]
- Antonio I ? † (menzionato nel 1265)[46]
- Ruggero Centumficus di Santa Sofia † (? - dopo febbraio 1266 dimesso)[45][47]
  - Sede vacante (1266/68-1272/73)[45]
- Daniele † (prima del 1290 - dopo il 1304)[45]
- Nicolò I de Arnoldo † (prima del 1321 - 1345 deceduto)
- Francesco de' Marzii, O.F.M. † (23 febbraio 1345 - ? deceduto)
- Paolo de' Manassi, O.F.M. † (18 maggio 1352 - 1385 deceduto)
- Antonio II † (circa 1386 - 1392 deceduto)
- Guglielmo di Nardò, O.F.M. † (24 gennaio 1392[48] - 24 gennaio 1396 nominato vescovo di Gallipoli)
- Giovanni I, O.F.M. † (24 gennaio 1396 - 1399 deposto)
- Jacopo de Marzia † (10 marzo 1399 - ?)
- Adinolfo † (3 dicembre 1401 - circa 1417 deceduto)
- Giacinto II † (23 dicembre 1417 - ? deceduto)
- Nicolò II † (11 ottobre 1424 - ? deceduto)
- Antonio III † (11 ottobre 1428 - ? deceduto)
- Giovanni II † (? - 1452 deceduto)
- Giacomo Porfida † (11 agosto 1452 - 8 aprile 1463 nominato vescovo di Ariano)
- Petruccio de Migliolo † (30 gennaio 1463 - 1481 deceduto)
- Giovanni dei Porcari † (27 agosto 1481 - 1486 deceduto)
- Niccolò de Rubini † (2 giugno 1486 - 8 agosto 1505 deceduto)
- Antonio Dura † (29 luglio 1506 - 1538 dimesso)
  - Antonio Sanseverino, O.S.Io.Hieros. † (25 febbraio 1538 - 24 settembre 1538 dimesso) (amministratore apostolico)
- Scipione Dura † (23 settembre 1538 - 1551 deceduto)
- Paolo Cappelletto † (24 luglio 1551 - 1564 dimesso)
- Gianfranco Carducci † (26 maggio 1565 - 22 febbraio 1584 deceduto)
- Marco Pedacca, O.S.B. † (14 marzo 1584 - 27 gennaio 1602 deceduto)
- Giovanni Paolo Pallantieri, O.F.M.Conv. † (27 novembre 1602 - 1606 deceduto)
- Giacomo Candido † (13 novembre 1606 - 22 settembre 1608 deceduto)
- Gian Gerolamo Campanili † (24 novembre 1608 - 27 gennaio 1625 nominato vescovo di Isernia)
- Ferdinando Bruni, O.F.M. † (6 ottobre 1625 - 1648 deceduto)
- Gian Giacomo Cristoforo † (12 aprile 1649 - 8 maggio 1649 deceduto)
- Ambrosio Viola, O.P. † (11 ottobre 1649 - 1º ottobre 1651 deceduto)
- Giacomo Giordano † (28 ottobre 1651 - 9 novembre 1661 deceduto)
- Pier Antonio Capobianchi † (12 marzo 1663 - 9 settembre 1672 dimesso)
- Benedetto Bartolo † (12 settembre 1672 - 18 settembre 1684 nominato vescovo di Belcastro)
- Giambattista Morea † (2 ottobre 1684 - 11 dicembre 1711 deceduto)
  - Sede vacante (1711-1718)
- Gennaro Scalea † (24 gennaio 1718 - 27 febbraio 1736 nominato vescovo di San Severo)
- Claudio Domenico Albini † (27 febbraio 1736 - 25 luglio 1744 deceduto)
- Tommaso Aceti † (7 settembre 1744 - 10 aprile 1749 deceduto)
- Nicolò de Amato † (21 luglio 1749 - 31 agosto 1789 deceduto)
  - Sede vacante (1789-1798)
- Francesco Ubaldo Romanzi † (29 gennaio 1798 - 30 ottobre 1816 deceduto)
  - Sede vacante (1816-1819)
- Vincenzo Ferrari, O.P. † (4 giugno 1819 - 3 maggio 1824 nominato vescovo di Melfi e Rapolla)
- Desiderio Mennone, C.SS.R. † (24 maggio 1824 - 11 aprile 1825 deceduto)
  - Sede vacante (1825-1828)
- Giuseppe Maria Botticelli, O.M. † (23 giugno 1828 - 25 ottobre 1832 deceduto)
- Michele Lanzetta † (20 gennaio 1834 - 25 aprile 1842 deceduto)
- Luigi Giamporcaro † (19 giugno 1843 - 17 giugno 1844 nominato vescovo di Monopoli)
- Luigi Napolitano † (20 gennaio 1845 - 26 novembre 1857 deceduto)
- Francesco Antonio Maiorsini † (20 giugno 1859 - 27 ottobre 1871 nominato arcivescovo di Amalfi)
- Benedetto Augusto † (22 dicembre 1871 - 16 dicembre 1879 deceduto)
- Pietro Alfonso Jorio † (27 febbraio 1880 - 27 marzo 1885 nominato arcivescovo di Taranto)
- Giovanni Maria Diamare † (27 marzo 1885 - 1º giugno 1888 nominato vescovo di Sessa Aurunca)
- Francesco Niola † (1º giugno 1888 - 14 dicembre 1891 nominato arcivescovo di Gaeta)
- Diomede Angelo Raffaele Gennaro Falconio, O.F.M.Ref. † (11 luglio 1892 - 29 novembre 1895 nominato arcivescovo di Acerenza e Matera)
- Nicolo Zimarino † (29 novembre 1895 - 6 dicembre 1906 nominato vescovo di Gravina e Irsina)
- Gaetano Pizzi † (27 agosto 1907 - 5 novembre 1912 nominato vescovo di San Severo)
- Cosimo Agostino † (28 luglio 1913 - 1º giugno 1915 nominato vescovo di Ariano)
- Francesco Maffei † (22 maggio 1916 - 24 giugno 1926 dimesso[49])
- Giulio Tommasi † (20 gennaio 1928 - 15 agosto 1936 deceduto)
  - Sede vacante (1936-1940)
- Cristoforo Domenico Carullo, O.F.M. † (2 febbraio 1940 - 31 gennaio 1968 deceduto)
  - Sede vacante (1968-1974)
- Agapito Simeoni † (9 maggio 1974 - 2 gennaio 1976 deceduto)[42]
- Nicola Agnozzi, O.F.M.Conv. † (24 marzo 1976 - 30 settembre 1986 nominato vescovo di Ariano Irpino-Lacedonia)

### Vescovi di Ariano Irpino-Lacedonia
- Nicola Agnozzi, O.F.M.Conv. † (30 settembre 1986 - 11 giugno 1988 ritirato)
- Antonio Forte, O.F.M. † (11 giugno 1988 - 20 febbraio 1993 nominato vescovo di Avellino)
- Eduardo Davino † (15 luglio 1993 - 10 novembre 1997 nominato vescovo di Palestrina)
- Gennaro Pascarella (14 novembre 1998 - 10 gennaio 2004 nominato vescovo coadiutore di Pozzuoli)
- Giovanni D'Alise † (5 giugno 2004 - 21 marzo 2014 nominato vescovo di Caserta)
- Sergio Melillo, dal 23 maggio 2015

## Statistiche
La diocesi nel 2022 su una popolazione di 61 200 persone contava 60 700 battezzati, corrispondenti al 99,2% del totale.
| anno                               | popolazione | popolazione | popolazione | presbiteri | presbiteri | presbiteri | presbiteri                | diaconi | religiosi | religiosi | parrocchie |
| anno                               | battezzati  | totale      | %           | numero     | secolari   | regolari   | battezzati per presbitero | diaconi | uomini    | donne     | parrocchie |
| ---------------------------------- | ----------- | ----------- | ----------- | ---------- | ---------- | ---------- | ------------------------- | ------- | --------- | --------- | ---------- |
| diocesi di Ariano Irpino           |             |             |             |            |            |            |                           |         |           |           |            |
| 1905                               | 50 400      | ?           | ?           | 128        | 125        | 3          | ?                         | ?       | ?         | ?         | 25         |
| 1950                               | 62 000      | 62 406      | 99,3        | 48         | 39         | 9          | 1 291                     |         | 10        | 96        | 24         |
| 1959                               | 63 300      | 63 500      | 99,7        | 43         | 33         | 10         | 1 472                     |         | 12        | 112       | 30         |
| 1969                               | 63 300      | 63 500      | 99,7        | 46         | 31         | 15         | 1 376                     |         | 16        | 78        | 24         |
| 1980                               | 42 800      | 43 000      | 99,5        | 21         | 21         |            | 2 038                     |         |           | 72        | 30         |
| diocesi di Lacedonia               |             |             |             |            |            |            |                           |         |           |           |            |
| 1905                               | 28 000      | ?           | ?           | ?          | ?          | ?          | ?                         | ?       | ?         | ?         | 11         |
| 1950                               | 34 673      | 35 948      | 96,5        | 31         | 29         | 2          | 1 118                     |         | 3         | 30        | 11         |
| 1970                               | 30 350      | 30 447      | 99,7        | 20         | 14         | 6          | 1 517                     |         | 6         | 26        | 13         |
| 1980                               | 26 000      | 26 300      | 98,9        | 18         | 11         | 7          | 1 444                     |         | 7         | 19        | 13         |
| diocesi di Ariano Irpino-Lacedonia |             |             |             |            |            |            |                           |         |           |           |            |
| 1990                               | 64 728      | 64 926      | 99,7        | 52         | 33         | 19         | 1 244                     |         | 20        | 82        | 35         |
| 1999                               | 71 000      | 71 177      | 99,8        | 47         | 36         | 11         | 1 510                     |         | 14        | 63        | 43         |
| 2000                               | 69 711      | 70 611      | 98,7        | 50         | 37         | 13         | 1 394                     |         | 16        | 71        | 43         |
| 2001                               | 69 745      | 70 748      | 98,6        | 41         | 31         | 10         | 1 701                     |         | 13        | 67        | 43         |
| 2002                               | 69 236      | 69 599      | 99,5        | 48         | 37         | 11         | 1 442                     |         | 14        | 70        | 43         |
| 2003                               | 71,329      | 71 942      | 99,1        | 50         | 39         | 11         | 1 426                     |         | 14        | 68        | 43         |
| 2004                               | 72 902      | 74 055      | 98,4        | 51         | 38         | 13         | 1 429                     |         | 16        | 63        | 43         |
| 2006                               | 73 524      | 74 200      | 99,1        | 75         | 57         | 18         | 980                       |         | 20        | 54        | 43         |
| 2012                               | 74 000      | 74 750      | 99,0        | 52         | 41         | 11         | 1 423                     | 8       | 13        | 70        | 43         |
| 2015                               | 65 800      | 66 500      | 98,9        | 46         | 36         | 10         | 1 430                     | 8       | 12        | 71        | 43         |
| 2018                               | 63 430      | 64 030      | 99,1        | 50         | 41         | 9          | 1 268                     | 8       | 11        | 57        | 43         |
| 2020                               | 61 000      | 61 530      | 99,1        | 51         | 42         | 9          | 1 196                     | 7       | 11        | 46        | 43         |
| 2022                               | 60 700      | 61 200      | 99,2        | 48         | 40         | 8          | 1 264                     | 5       | 14        | 47        | 43         |

### Per Ariano Irpino
- Diocesi di Ariano Irpino-Lacedonia, su Beweb - Beni ecclesiastici in web (archiviato il 12 febbraio 2018).
- Cronotassi dei vescovi di Ariano Irpino (PDF), su www2.diocesiarianolacedonia.it (archiviato dall'url originale l'8 maggio 2014).
- (LA)  Ferdinando Ughelli, Italia sacra, vol. VIII, seconda edizione, Venezia, 1721, coll. 212-224
- Tommaso Vitale, Storia della regia città di Ariano e sua diocesi, Roma, Stamperia Salomoni, 1794.
- Vincenzio d'Avino, Cenni storici sulle chiese arcivescovili, vescovili e prelatizie (nullius) del Regno delle Due Sicilie, Napoli, 1848, pp. 31–33
- Giuseppe Cappelletti, Le chiese d'Italia della loro origine sino ai nostri giorni, vol. XIX, Venezia, 1864, pp. 117–138
- Nicola Flammia, Storia della città di Ariano dalla sua origine sino all'anno 1893, Ariano di Puglia, Tipografia Marino, 1893.
- (LA)  Paul Fridolin Kehr, Italia Pontificia, vol. IX, Berolini, 1962, pp. 137–139
- (DE)  Norbert Kamp, Kirche und Monarchie im staufischen Königreich Sizilien. Prosopographische Grundlegung. Bistümer und Bischöfe des Königreichs 1194-1266. 1. Abruzzen und Kampanien, München, 1973, pp. 223–228
- Paola Massa, Vivere «secundum Langobardorum legem» ad Ariano Irpino tra X e XII secolo (PDF), in Scrineum Rivista 11, 2014,  pp. 1-124. URL consultato il 22 novembre 2016 (archiviato il 20 dicembre 2020).
- Norma Schiavo, La chiesa di Ariano nel Medioevo e i suoi Santi Patroni, Mnamon, 2018, ISBN 9788869492549.
- (LA)  Pius Bonifacius Gams, Series episcoporum Ecclesiae Catholicae, Regensburg, 1873 (rist. anast. Graz 1957), vol. I, pp. 852–853
- (LA)  Konrad Eubel, Hierarchia Catholica Medii Aevi, vol. 1, p. 106; vol. 2, p. 94; vol. 3, p. 117; vol. 4, pp. 94–95; vol. 5, pp. 98–99; vol. 6, pp. 99–100

### Per Lacedonia
- Diocesi di Lacedonia, su Beweb - Beni ecclesiastici in web (archiviato il 23 novembre 2016).
- (EN) David Cheney, Diocesi di Lacedonia, su Catholic-Hierarchy.org.
- (EN) Diocesi di Lacedonia, su GCatholic.org.
- Cronotassi dei vescovi di Lacedonia (PDF), su www2.diocesiarianolacedonia.it (archiviato dall'url originale l'8 maggio 2014).
- (LA)  Ferdinando Ughelli, Italia sacra, vol. VI, seconda edizione, Venezia, 1720, coll. 838-843
- Vincenzio d'Avino, Cenni storici sulle chiese arcivescovili, vescovili e prelatizie (nullius) del Regno delle Due Sicilie, Napoli, 1848, pp. 284–287
- Giuseppe Cappelletti, Le chiese d'Italia della loro origine sino ai nostri giorni, vol. XX, Venezia, 1866, pp. 560–565
- (LA)  Paul Fridolin Kehr, Italia Pontificia, vol. IX, Berolini, 1962, p. 510
- (DE)  Norbert Kamp, Kirche und Monarchie im staufischen Königreich Sizilien, vol. 2, Prosopographische Grundlegung: Bistümer und BischöfedesKönigreichs 1194 - 1266; Apulien und Kalabrien, München, 1975, pp. 753–755
- (LA)  Pius Bonifacius Gams, Series episcoporum Ecclesiae Catholicae, Regensburg, 1873 (rist. anast. Graz 1957), vol. I, pp. 887–888
- (LA)  Konrad Eubel, Hierarchia Catholica Medii Aevi, vol. 1, pp. 293–294; vol. 2, p. 172; vol. 3, p. 219; vol. 4, p. 215; vol. 5, p. 236; vol. 6, p. 252